# Прокрастинация
Прокрастина́ция (от англ. procrastination «откладывание», «промедление»; от лат. procrastinatio с тем же значением, восходит к cras «завтра» или crastinum «завтрашний» + pro- «для, ради») — в психологии склонность к постоянному откладыванию даже важных и срочных дел, приводящая к жизненным проблемам и болезненным психологическим эффектам.

## Определение
Прокрастинация проявляется в том, что человек, осознавая необходимость выполнения вполне конкретных важных дел (например, своих должностных обязанностей), пренебрегает этой необходимостью и отвлекает своё внимание на бытовые мелочи или развлечения. В той или иной мере это состояние знакомо большинству людей и до определённого уровня считается нормальным. Прокрастинация становится проблемой, когда превращается в обычное «рабочее» состояние, в котором человек проводит бо́льшую часть времени. Такой человек откладывает всё важное «на потом», а когда оказывается, что все сроки уже прошли, либо просто отказывается от запланированного, либо пытается сделать всё отложенное «рывком», за невозможно короткий промежуток времени. В результате дела не выполняются или выполняются некачественно, с опозданием и не в полном объёме, что приводит к соответствующим отрицательным эффектам в виде неприятностей по службе, упущенных возможностей, недовольства окружающих из-за невыполнения обязательств и тому подобного. Следствием этого может быть стресс, чувство вины, потеря производительности. Комбинация этих чувств и перерасхода сил (сначала — на второстепенные дела и борьбу с нарастающей тревогой, затем — на работу в авральном темпе) может спровоцировать дальнейшую прокрастинацию.
Вышеприведённое общее представление признаётся большинством исследователей данного феномена, но различные авторы расходятся в точном определении и конкретных формулировках. Тем не менее, можно выделить особенности откладывания дел, характерные для прокрастинации, что позволяет отделить этот феномен от других близких по содержанию явлений:
- сам факт откладывания;
- наличие планов — откладываются дела, которые были предварительно ограничены определёнными сроками;
- осознанность — человек не забывает про важную задачу и физически может ею заниматься, он откладывает её выполнение умышленно;
- иррациональность — субъекту очевидно, что откладывание вызовет те или иные проблемы, то есть он действует заведомо вопреки своим интересам;
- стресс — откладывание вызывает негативные эмоции и утомление.

Исходя из этого, можно отделить прокрастинацию от лени (лень не сопровождается стрессом), отдыха (при отдыхе человек восполняет запасы энергии, а при прокрастинации — теряет). Также прокрастинация не равнозначна неумелому планированию, когда планы не исполняются и сдвигаются потому, что основываются на неверных оценках возможностей и производительности, хотя ошибки в планировании могут провоцировать или усугублять прокрастинацию.

### Русификация термина
В русском языке прокрастинация как явление отмечена ещё в XIX веке. Тогда в России получила распространение  немецкая пословица: «Завтра, завтра, не сегодня! — так лентяи говорят», возникшая из попавшего в дореволюционные гимназические хрестоматии стихотворения «Отсрочка» в переводе Бориса Фёдорова (1794—1875). Также известна близкая по смыслу более старая русская народная пословица: «отложил на осень, а там и бросил».
В русском языке для обозначения понятия пользуются заимствованием. В переводе книги Кукла А. «Ментальные ловушки: Глупости, которые делают разумные люди, чтобы испортить себе жизнь» для обозначения этого явления использовался термин «затягивание». Это соответствует одному из значений слова «затянуть» и словосочетания «затянуть дело».

## История
Явление патологического затягивания выполнения задач известно давно, об «откладывающих все дела на завтра» писали ещё древние авторы. В научном обиходе термин появился в 1977 году, когда одновременно вышли две научные статьи: «Прокрастинация в жизни человека» и «Преодоление прокрастинации». Позже было опубликовано ещё несколько работ, посвящённых этой теме, в частности, «Прокрастинация: почему вы делаете это и что с этим делать». В 1980-х годах проведён ряд исследований феномена, результаты которых легли в основу опубликованной в 1992 году работы Ноа Милграма «Прокрастинация: болезнь современности», где был приведён анализ, предложена типология и сделаны выводы о причинах и возможных путях преодоления феномена прокрастинации. Исследования продолжаются, за тридцать лет вышло не менее нескольких десятков печатных работ и проведено множество эмпирических исследований.
В России проблематикой занимаются лишь отдельные исследователи, например, Наталья Карловская и Яна Варваричева. На 2014 год основным изданием, освещающим проблему, является журнал «Procrastination And Task Avoiding» (с англ. — «Прокрастинация и уклонение от выполнения задач»).
До настоящего времени ни в западной, ни в российской психологии не сформировано единой теории прокрастинации. Нет даже общепринятого определения данного явления. Исследования по этой теме ведутся главным образом в направлении выявления и классификации видов прокрастинации и ситуаций, в которых её проявление наиболее вероятно, определения характеристик личности, влияющих на склонность к прокрастинации, последствий прокрастинации в личном и общественном планах. Существуют исследования, пытающиеся связать склонность к прокрастинации с социальными, культурными, демографическими особенностями.

## Типологии
По Милграму, можно выделить два основных направления прокрастинации: откладывание выполнения задач и откладывание принятия решений. Милграм, Батори и Моурер выделяют пять характерных типов прокрастинации:
1. Бытовая — откладывание регулярных повседневных дел, таких как уборка, стирка, работы по дому.
2. Прокрастинация принятия решений — постоянное затягивание выбора по любым, даже самым малозначительным вопросам, когда все условия и информация для принятия решения уже имеются.
3. Невротическая — затягивание жизненно важных решений, имеющих долговременные последствия: выбора учебного заведения, профессии, партнера, согласия или отказа от брака и так далее.
4. Академическая — откладывание выполнения учебных заданий, подготовки курсовых, экзаменов и т. п. Пресловутая «ночь перед экзаменом», когда за несколько часов изучается материал за весь курс — из этой группы.
5. Компульсивная — сочетание откладывания выполнения дел с откладыванием принятия решений, сложившееся в постоянное устойчивое поведение.

Ю. Шайгородский выделяет и обосновывает понятие политической (политико-управленческой) прокрастинации как откладывание (ухода от) разработки и реализации важных (потенциально конфликтных) политических решений. Это явление, чаще всего, обуславливается отсутствием стратегии общественного развития, чёткого и сбалансированного плана действий, а следовательно — неготовностью или нежеланием субъекта принятия решения брать на себя ответственность за его последствия.
Есть несколько вариантов классификации склонных к прокрастинации людей. В опубликованном в 2005 г. исследовании Чу и Чой предложено разделять прокрастинаторов на два основных типа: «пассивных» и «активных»:
- «пассивные» откладывают выполнение задач под воздействием негативных переживаний, они возможно и хотели бы выполнять всё вовремя, но им это не удаётся;
- «активные» — это те, кому комфортно работать в состоянии стресса, под давлением приближающихся сроков, так что они намеренно затягивают выполнение задач, чтобы создать удобный для себя цейтнот.

В типологии Дж. Р. Феррари «пассивные» прокрастинаторы делятся ещё на две группы:
- «нерешительные», в число которых входят перфекционисты — для них основным мотивом откладывания является страх допустить ошибку;
- «избегающие» — стремящиеся насколько возможно уклониться от неприятной работы и/или от оценки результатов другими людьми (причём для них по сути неважно, будут оценки положительными или отрицательными, их пугает сам факт оценивания).

## Причины прокрастинации

### Физиологические причины
Усталость и недостаток сна заставляют экономить ресурсы. Более того, недостаток сна плохо сказывается на способности планировать и скорости действий.
Существует множество теорий, которые пытаются объяснить данное явление, но ни одна из них не является общепризнанной и универсальной.

### Страх провала и страх успеха
Ряд авторов связывает прокрастинацию со страхами, связанными с выполнением дела и с прогнозируемыми последствиями их выполнения. Так, причиной откладывания может быть неуверенность в том, что дело удастся выполнить должным образом и результат будет принят и одобрен окружающими. Возможно и обратное: прокрастинатор ограничивает себя из-за подсознательного страха успеха, боясь выделиться из массы, показать себя лучше, чем другие, возможно — стать объектом завышенных требований, критики, зависти. Этот страх может являться следствием негативных установок, заложенных в детстве (фразы в духе: «Не позорь семью», «Ты что, самый умный?», «Ишь чего захотел», «Лучше синица в руке, чем журавль в небе» и прочие). Наконец, может играть роль субъективно низко оцениваемая способность успешно действовать в изменившихся после начала или завершения дела условиях. Во всех перечисленных случаях ключевой причиной откладывания является страх.

### Перфекционизм
Причиной прокрастинации является также перфекционизм, проявляющийся в попытке достичь совершенства, концентрации на деталях и игнорировании ограничений по времени и сопряжённый со страхом возможного несовершенства, «неидеальности» результатов работы, которую необходимо выполнить. Перфекционисты также зачастую получают удовольствие от последних сроков, от ещё большего давления обстоятельств, от работы «в последнюю ночь»; они сознательно или подсознательно убеждены в том, что качество их работы зависит от давления сверху, и чем оно больше — тем лучше результаты.

### Непокорность (дух противоречия)
В соответствии с данной теорией, людей раздражают навязанные роли, программы, планы, и они откладывают дело, чтобы продемонстрировать (окружающим, руководству, миру) свою самостоятельность и способность действовать в соответствии со своим собственным мировоззрением. Будучи подверженными внешнему давлению, они вступают в конфликт с массой или руководством. Этим способом «бунтари», анархисты, нигилисты отстаивают своё собственное мнение. Они в большинстве своем недовольны текущим положением и легко попадают в ловушку «неделания».

### Теория временно́й мотивации
Все вышеперечисленные теории не объясняют проблему целиком. Оппоненты выделяют в них два основных недостатка: они объясняют причину уклонения от решения задач, но не причину их откладывания, и не объясняют главного — зависимости между прокрастинацией и беспокойством (к примеру, перфекционисты менее подвержены прокрастинации, чем другие люди). Более обоснованной считается теория временно́й мотивации (англ. temporal motivation theory).
Согласно этой теории, субъективная полезность действия (Utility), которая и определяет желание человека его совершать, зависит от четырёх параметров: уверенности в успехе (Expectancy), ценности, то есть предполагаемой выгоды (Value), срока до завершения работы (Delay) и уровня нетерпения, то есть чувствительности к задержкам (Grade of Impatience). Человек считает более полезным дело, если уверен в его удачном завершении и ожидает по его результатам большей выгоды. Напротив, субъективно менее полезными кажутся дела, до завершения которых осталось ещё много времени, причём они кажутся тем менее полезными, чем болезненнее мы переносим задержки. Условно это можно выразить формулой:
{\displaystyle Utility={\frac {Expectancy\cdot Value}{Delay\cdot Grade}}}
Следуя данной теории, можно сделать вывод, что уровень прокрастинации тем ниже, чем больше ожидания от дела и чем более ценны его результаты лично для человека, и тем выше, чем менее настойчив человек (так, импульсивные люди более подвержены прокрастинации) и чем дальше до достижения цели (чем ближе цель, тем усерднее мы работаем). Другими словами, наилучшим образом работа выполняется тогда, когда по отношению к ней имеются высокие ожидания и личная заинтересованность, а время достижения сведено до минимума.

## Техники борьбы с прокрастинацией
Поскольку прокрастинация напрямую зависит от степени мотивации (интереса к работе и позитивных ожиданий от её завершения), в некоторых случаях решить проблему можно, сменив работу (бросив учёбу), но это не универсальные и очень радикальные меры, и большинство людей к ним не готовы. К тому же если высокий уровень прокрастинации у данного человека связан с повышенной тревожностью и отсутствием навыков планирования, то высока вероятность, что и смена вида деятельности не поможет (или поможет только на первых порах).
Какого-то определённого рецепта, гарантирующего избавление от прокрастинации, не существует. Однако в рамках дисциплины тайм-менеджмент (управление временем) существует целый ряд методик, позволяющих в большей или меньшей степени снизить уровень прокрастинации и, таким образом, повысить реальную отдачу от труда, что влечёт за собой повышение удовлетворённости от жизни и избавление от стресса.

### Категоризация использования времени
Обычно не возникает особых проблем с прокрастинацией у людей, которые для себя могут провести черту, недвусмысленно разделяющую дела на срочные и те, выполнение которых может подождать. Люси Макдональд, ссылаясь в качестве источника на идеи Дуайта Эйзенхауэра, а также Стивен Кови, автор методики Franklin Time Management («Управление временем по Франклину») и книги «Семь навыков высокоэффективных людей», предлагают разделять все дела по двум критериям: важности и срочности. Таким образом, выделяется всего четыре категории дел, на которые уходит время:
1. Важные и несрочные (Important and Not Urgent — Priority Principle)
Именно эти дела имеют наибольшее влияние на жизнь человека в целом, при этом прокрастинация, в первую очередь, затрагивает именно их. Сюда входит всё то, ради чего человек живёт, его наиболее перспективные цели и задачи, то, что придаёт смысл всей жизни. Поэтому необходимо осознавать наличие этой категории дел и помнить о них, как о вещах, определяющих направление движения. На ежедневном уровне это выглядит так:
- Что соответствует жизненным целям и ценностям, то, с чего человек должен начинать свой день: вставая с постели, напоминать себе, что у него есть жизненный проект.
- Выполняя важные и срочные дела из категории 2, следует помнить, что всё это делается ради «важных и несрочных» жизненных целей, и осознавать, для каких именно: работаю, потому что хочу здоровую семью, посещаю уроки английского, потому что хочу открыть дверь в Европу, вырываю больной зуб, потому что мне важно своё здоровье. То есть это ваш ежеминутный фильтр на любые дела.
- В этой категории нужно учесть время на отдых и разрешить его себе предоставить. Без здоровья и сил следующие категории не понадобятся.

2. Важные и срочные (Important and Urgent — Crisis Management)
Сюда входят все действительно неотложные дела: аварийная ситуация, болезнь, последний срок, семейный кризис, угроза жизни. Как правило, с их исполнением не возникает особенных трудностей.
3. Неважные и срочные (Not Important and Urgent — Distractions as Denial)
Всякие якобы неотложные, но в действительности не влияющие на жизнь мелочи. Соседи пригласили, 52-летие тёщи, ежедневные беседы во время обеда, 5-разовая встреча с покупателями, ежедневная уборка дома. Неважность этих дел не означает, что их все можно вообще не делать, но человек должен осознавать, что они не слишком существенны и отказ от них в пользу дел 1 и 2 категории, если это необходимо, должен быть лёгким и естественным.
4. Неважные и несрочные (Not Important and Not Urgent — Busy with the «Trivial Many»)
Это «тривиальное множество» (trivial many) — категория ежедневных дел, которые делают очень маленький вклад в качество жизни, либо не делают его вообще, но отнимают время. Этим делам даётся время, когда человек не знает, в каком направлении лучше двигаться: ответы на все звонки, болтовня с родственниками в рабочее время, затягивающиеся чаепития, деловой и личный спам, интернет-блоги, игра в карты, посиделки до поздней ночи.

### Воспитание трудолюбия
Успех порождает успех. Исходя из этого, человеку следует поддерживать позитивный настрой, находя в любом предыдущем действии приятные последствия и, как следствие, делая их стимулом для дальнейшей активной деятельности. Необходимо награждать себя за успехи, поддерживать ощущение собственной полноценности. Начиная новое дело, быть уверенным в том, что в прошлом были успешные действия, праздновать маленькие ежедневные победы, но не останавливаться на них, отслеживать соотношение побед и задач.
Продуктивное осознание того, что бегство от неприятных переживаний, желание предельно облегчить свою жизнь за счёт развлечений ничем не обосновано и лишь усугубляет ситуацию. Поскольку неприятными переживания становятся только тогда, когда человек сам их так оценивает, ему следует учиться получать удовольствие от работы и избегать неудовольствия от оценки её качества.
Для избавления от «духа противоречия», чувства навязывания обязанностей извне, следует заменять формулировку «я обязан» (сделать) на «я выбираю» (сделать) — субъективно превратив обязанность в акт доброй воли. Вариантом данной техники будет составление расписания, в котором центральное место занимают не дела с перерывами на отдых, а отдых, перемежающийся с делами.

### Планирование дел
Планирование дел (в идеале) создаёт условия, когда человек в каждый момент времени имеет точное понимание того, чем необходимо заниматься прямо сейчас. Вместо последовательного выполнения задач можно выделять короткие промежутки времени (от 5 до 30 минут) на каждую актуальную задачу, чтобы затем переключиться на другое, либо намечать в этом блоке сделать что-то конкретное и небольшое по объёму. Важно, чтобы план всегда был актуальным, реально исполнимым, составленным с учётом отдыха и возможных задержек, иначе при любом сбое в исполнении плана он станет неисполнимым и прокрастинация продолжится. Некоторые методики планирования учитывают необходимость борьбы с прокрастинацией:
GTD
Методика GTD (Getting Things Done, «Доведение до результата»), разработанная Дэвидом Алленом, исходит из представления, что стресс возникает из-за необходимости постоянно выбирать, что делать прямо сейчас, поэтому необходимо разгрузить мозг. Для этого нужно перенести все планы на внешние носители, распределить их по категориям, важности и срочности, выделив то, что нужно выполнить в конкретное время и зафиксировав сроки, где они имеют значение. В результате в каждый момент времени понятно, что необходимо делать в первую очередь, и можно сконцентрироваться на работе. Также Аллен советует для каждого крупного проекта всегда иметь хотя бы одну конкретную задачу (например, в рамках многолетнего проекта «Разработка системы X для заказчика Y» в задаче «Согласование технического задания», на которую отводится месяц, должно быть запланировано с конкретной критической датой что-то вроде «Позвонить секретарю Семён Семёныча и договориться о совещании по согласованию ТЗ»). Для прокрастинатора такое планирование позволяет преодолеть боязнь начала конкретных действий по проекту, поскольку неопределённый план «сделать что-то по задаче» превращается в совершенно конкретное действие, не требующее дополнительных пояснений и размышлений.
Структурированная прокрастинация
Джон Перри — профессор философии из Стэнфорда, — ввёл понятие «структуризированной прокрастинации». Согласно его теории, прокрастинацию можно не подавлять, а превратить в подспорье для работы. Поскольку большинство прокрастинаторов, отлынивая от важных дел, всё равно чем-то занимается, нужно лишь направить их деятельность в более важное русло, чем, к примеру, просмотр Интернета. Профессор Перри предлагает выстраивать структуру задач так, чтобы важные и срочные дела, конечно, стояли во главе списка, но после них шли чуть менее важные, но, тем не менее, требующие выполнения работы. Заядлый прокрастинатор, естественно, пропустит самое важное дело, но зато вместо этого выполнит что-то полезное, стоящее на втором месте. Перри отмечает, что структурированная прокрастинация требует определённой доли самообмана, поскольку, по сути, представляет собой подмену одних задач другими.
Однако если есть категория задач, которые данный человек откладывает упорно и постоянно, то необходимо разобраться, что неприятного и невыполнимого есть именно в этих делах. Возможно, что эти задачи можно передать кому-то другому или найти способ вовсе отказаться от их выполнения. Может быть, осознав причину, человек сможет сам избавиться от проблемы.

### Распределение усилий
Эта техника знакома всем спортсменам — необходимо научиться распределять свои силы, планировать свою деятельность так, чтобы всё задуманное было осуществлено без надрыва.
Примечательно, что в восточных практиках[каких?] дела, которые планируются и не исполняются, приравниваются к непосильной ноше. Энергия расходуется впустую, когда мы не осуществляем то, что запланировали, и планируем то, чего никогда не осуществим. Чувство вины съедает наши внутренние энергетические резервы. Чем больше остаётся незавершённых дел, тем меньше сил на то, чтобы их свершить.
Поэтому суть техники можно выразить следующими словами — не планируй вперёд, если есть незаконченные дела. Перед тем как начать, распредели свои силы заранее, оставив время на полный упадок сил. Держи дыхание, чтобы не стать загнанной лошадью.

### Управление целями
Вышеупомянутые системы «управления по Франклину» и GTD рекомендуют выстраивать задачи по приоритетам, причём признаками особой важности может выступать как срок исполнения, так и значимость задачи. При этом планирование должно производиться на нескольких уровнях, от глобального («цели всей жизни»), через определение этапов достижения цели, и так — до конкретных планов на 3—5 лет, на год, на месяц, на ближайшие дни. На каждом из уровней должны быть определены базовые ценности, атрибуты, по которым можно будет определить степень достижения цели, навыки, которые должны быть освоены, максимально полное представление о себе, о том, чего лично человек собирается достигнуть.
С точки зрения борьбы с прокрастинацией всё это необходимо для того, чтобы при выполнении любого действия человек хотя бы отдалённо, в перспективе, представлял, для чего (в масштабах всей его жизни) это делается и на что влияет. Человек учится понимать, чего он хочет, чего добивается, что надо для этого сделать, каждое действие наполняется для него конкретным личным смыслом, в результате он реже откладывает по-настоящему важные дела.
В то же время это не решает основной проблемы, если человек дезориентирован в жизни и не может определить верную цель.